# Свитино (село, Москва)
Свитино — село в Троицком административном округе Москвы (до 1 июля 2012 года была в составе Подольского района Московской области). Входит в состав района Вороново.

## Население
| 1859 | 1890 | 1899 | 1926 | 2002 | 2006 | 2010 |
| ---- | ---- | ---- | ---- | ---- | ---- | ---- |
| 98   | ↗131 | ↗137 | ↗194 | ↘13  | ↗15  | ↗16  |

Согласно Всероссийской переписи, в 2002 году в селе проживало 13 человек (7 мужчин и 6 женщин). По данным на 2005 год в селе проживало 15 человек.

## География
Село Свитино расположено в западной части Троицкого административного округа, примерно в 32 км к юго-западу от центра города Подольска, с которым связано автобусным сообщением. В 5 км к востоку от села проходит Калужское шоссе А130, в 13 км к северо-востоку — Московское малое кольцо А107, в 4 км к югу — Большое кольцо Московской железной дороги.
К селу приписано два садоводческих товарищества. Ближайшие населённые пункты — деревни Троица и Юрьевка, ближайшая станция — платформа 252 км. Рядом протекает река Моча.
В Троицком административном округе также есть одноимённая деревня, она входит в состав поселения Клёновское и находится в 19,5 км к востоку от села.

## История
Название села, предположительно, произошло от некалендарного личного имени Свита.
Известно, что в 1687 году в селе была церковь. В 1779 году на средства графа И. И. Воронцова на её месте был построен новый каменный храм в стиле раннего классицизма.
В «Списке населённых мест» 1862 года — владельческое село 1-го стана Подольского уезда Московской губернии по правую сторону старокалужского тракта, в 24 верстах от уездного города и 5 верстах от становой квартиры, при отвержке реки Мочи, с 16 дворами, православной церковью и 98 жителями (53 мужчины, 45 женщин).
По данным на 1899 год — село Вороновской волости Подольского уезда с 137 жителями.
В 1913 году — 23 двора, имелось земское училище.
По материалам Всесоюзной переписи населения 1926 года — центр Свитинского сельсовета Вороновской волости Подольского уезда в 5,3 км от Калужского шоссе и 21,3 км от станции Зосимова Пустынь Киево-Воронежской железной дороги, проживало 194 жителя (94 мужчины, 100 женщин), насчитывалось 37 хозяйств, из которых 36 крестьянских.
- 1929—1946 гг. — населённый пункт в составе Красно-Пахорского района Московской области.
- 1946—1957 гг. — в составе Калининского района Московской области.
- 1957—1963, 1965—2012 гг. — в составе Подольского района Московской области.
- 1963—1965 гг. — в составе Ленинского укрупнённого сельского района Московской области[19].
- С 2012 г. — в составе города Москвы.

## Достопримечательности
От Успенской церкви села Свитино сохранились только руины колокольни (церковь была разрушена во второй половине 1970-х). Колокольня церкви имеет статус объекта культурного наследия федерального значения